# Oenothera mollissima
Oenothera mollissima är en dunörtsväxtart som beskrevs av Carl von Linné. Oenothera mollissima ingår i släktet nattljussläktet, och familjen dunörtsväxter. Inga underarter finns listade i Catalogue of Life.

## Bildgalleri

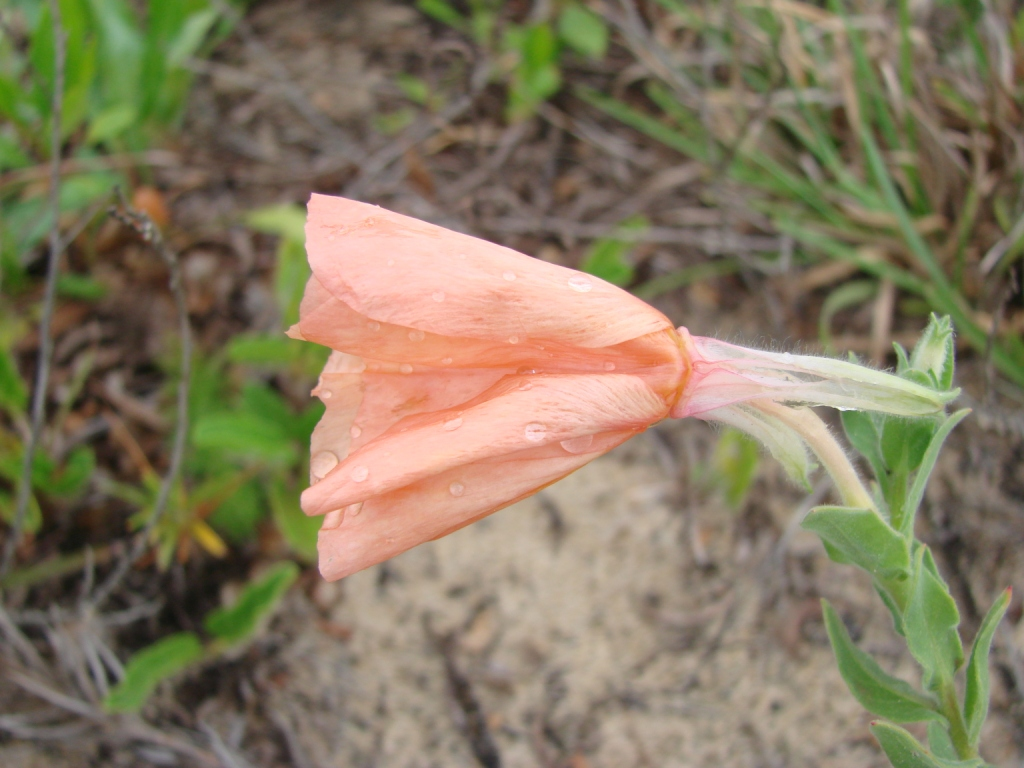
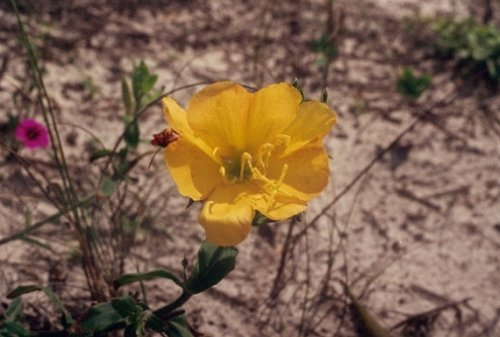